# Lobet den Herrn, alle seine Heerscharen

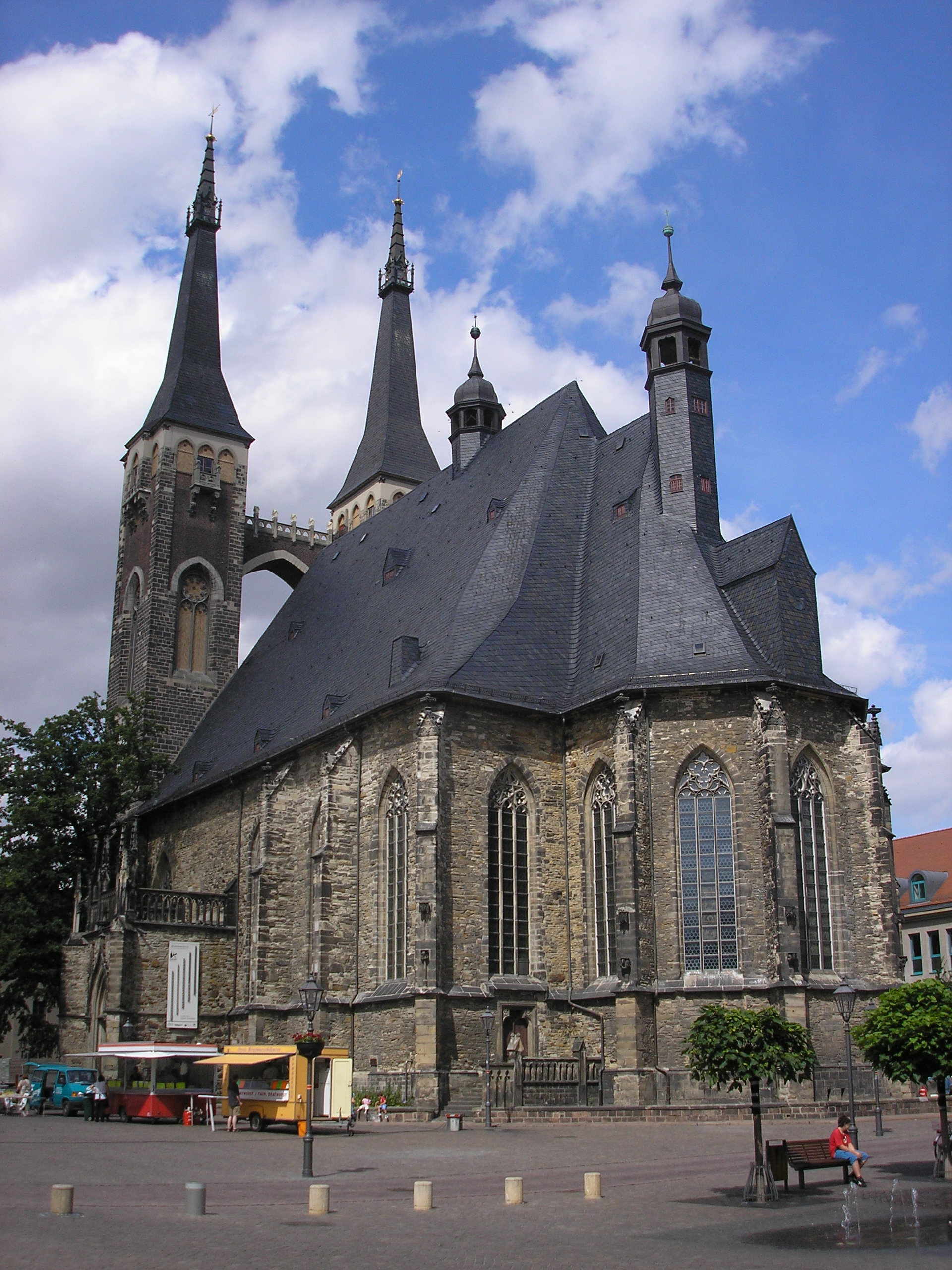
St.-Jakob-Kirche, wo die Kantate Lobet den Herrn, alle seine Heerscharen im Dezember 1718 aufgeführt wurde.

Lobet den Herrn, alle seine Heerscharen (BWV Anhang 5) ist eine kirchliche Kantate von Johann Sebastian Bach, die er anlässlich des 24. Geburtstags von Prinz Leopold am 10. Dezember 1718 in Leipzig aufführte. Die Musik dieser Bachkantate ist verloren, das Libretto existiert als Druck aus dem Jahr 1719.

## Geschichte
Johann Sebastian Bach war seit 1717 Kapellmeister in Köthen. Während seiner dortigen Anstellung bei Fürst Leopold, die bis 1723 dauerte, komponierte er überwiegend weltliche Musik. Die Vokalmusik, die er in Köthen komponierte, bestand fast ausschließlich aus weltlichen Kantaten mit Librettos von Christian Friedrich Hunold, der solche Texte unter dem Pseudonym Menantes veröffentlichte. Bachs weltliche Kantaten dieser Zeit sind oft Glückwunsch-Kantaten zu Anlässen wie Neujahr und dem Geburtstag des Prinzen. Zu seinem 24. Geburtstag engagierte Prinz Leopold eine Reihe von Gastmusikern, darunter die Sänger Prese und Johann Gottfried Riemschneider, Johann Georg Linike als Konzertmeister sowie Johann Gottfried Vogler, der in den späten 1710er-Jahren an der Neukirche, dem Collegium musicum und der Oper am Brühl in Leipzig engagiert gewesen war.
Diese Musiker und der Komponist Bach nahmen an der Aufführung von zwei Kantaten zum Geburtstag des Prinzen am 10. Dezember 1718 teil: Lobet den Herrn, alle seine Heerscharen in der Jakobskirche und, ebenfalls nach einem Text von Hunold, die weltliche Kantate Der Himmel dacht auf Anhalts Ruhm und Glück, BWV 66.1. Die Musik beider Kantaten ist nicht erhalten geblieben: Sie sind bekannt durch ihre Libretti, die 1719 von Hunold veröffentlicht wurden: zur damaligen Zeit war der Hof im Fürstentum Anhalt-Köthen calvinistisch und damit aufwändiger Kirchenmusik abgeneigt. Ihr wallenden Wolken, BWV 1150, eine völlig verlorene Neujahrskantate zu Ehren von Fürst Leopold, wird häufig mit Bachs geistlicher Musik aufgezählt, kann jedoch auch ein weltliches Werk gewesen sein.

## Text und Musik
In seinem gedruckten Libretto verwendet Christian Friedrich Hunold einen Gedanken aus Psalm 119 (Psalmen 119,175 ) als Thema der Kantate: „Meine Seele lebe, sodass sie dich lobe. Deine Entscheide sollen mir helfen.“ Die Kantate selbst öffnet mit einem Dictum aus Psalm 103 (Psalmen 103,21 ): „Preist den HERRN, all seine Heerscharen, seine Diener, die seinen Willen tun!“. Die Kantate hat sechs weitere Sätze: drei Rezitative, die jeweils von einer Arie gefolgt werden.
Von der Kantate ist keine Musik erhalten, obwohl es für möglich gehalten wird, dass Bach den ersten Satz der Kantate 1723 als Parodie für die Lobe den Herrn, meine Seele, BWV 69a verwendete.